# Laze
 Ovo je glavno značenje pojma Laze. Za druga značenja pogledajte Laze (razdvojba).
Laze su naseljeno mjesto u Republici Hrvatskoj u općini Staro Petrovo Selo u Brodsko-posavskoj županiji.

## Župna crkva
U Lazama se nalazi kapela Presvetoga Trojstva, naselje pripada župi Mučeništva Ivana Krstitelja iz Zapolja.

## Šport
- NK Graničar

## Zemljopis
Laze se nalaze istočno od Nove Gradiške, 8 km jugozapadno od Starog Petrovog Sela, susjedna naselja su Donji Crnogovci i Gornji Crnogovci na zapadu i Zapolje na sjeveru i Bodovaljci na zapadu.

## Stanovništvo
Prema popisu stanovništva iz 2011. godine Laze su imale 314 stanovnika. 
| broj stanovnika | 251   | 250   | 225   | 333   | 331   | 422   | 422   | 462   | 534   | 512   | 502   | 475   | 433   | 403   | 356   | 314   | 259   |
|                 | 1857. | 1869. | 1880. | 1890. | 1900. | 1910. | 1921. | 1931. | 1948. | 1953. | 1961. | 1971. | 1981. | 1991. | 2001. | 2011. | 2021. |

## Vanjske poveznice
- O Lazama na službenim stranicama Općine Staro Petrovo Selo  Arhivirana inačica izvorne stranice od 29. siječnja 2010. (Wayback Machine)